# Botryobasidium globosisporum
Botryobasidium globosisporum ist eine Ständerpilzart aus der Familie der Traubenbasidienverwandten (Botryobasidiaceae). Sie bildet resupinate, spinnwebartige Fruchtkörper aus, die auf Totholz wachsen. Botryobasidium globosisporum wurde bislang nur in Gabun gefunden. Die Anamorphe der Art ist bislang nicht bekannt.

## Merkmale

### Makroskopische Merkmale
Botryobasidium globosisporum besitzt cremefarbene bis hell gelbliche, mehlstaub- oder gespinstartige Fruchtkörper, die resupinat (also vollständig anliegend) auf ihrem Substrat wachsen und unter der Lupe leicht netzartig erscheinen.

### Mikroskopische Merkmale
Wie bei allen Traubenbasidien ist die Hyphenstruktur von Botryobasidium globosisporum monomitisch, besteht also nur aus generativen Hyphen, die sich rechtwinklig verzweigen. Die Basalhyphen sind hyalin bis leicht gelblich, meist 7,5–12,5 µm breit und nicht inkrustiert. Die bis zu 6–10 µm dicken Subhymenialhyphen sind hyalin, dünnwandig und cyanophil. Die Art verfügt weder über Zystiden noch über Schnallen. Die viersporigen Basidien der Art wachsen in Nestern, werden 12–20 × 7–9 µm groß, sind mittig leicht tailliert und an der Basis einfach septiert. Die Sporen sind annähernd kugelförmig, seitlich leicht abgeplattet und 5–6 × 4,5–5,5 µm groß. Sie sind glatt, dünnwandig und besitzen einen deutlichen Fortsatz. Jung sind sie hyalin, alt gelblich.

## Verbreitung
Die bekannte Verbreitung von Botryobasidium globosisporum umfasst lediglich das westafrikanische Gabun.

## Ökologie
Botryobasidium globosisporum ist ein Saprobiont, der Totholz besiedelt. Das Substratsspektrum ist nicht näher bekannt.